# Bréhémont
Bréhémont é uma comuna francesa na região administrativa do Centro, no departamento Indre-et-Loire. Estende-se por uma área de 12,69 km². Em 2010 a comuna tinha 767 habitantes (densidade: 60,4 hab./km²).